# Middellandse Zeespelen 1955
De Middellandse Zeespelen 1955 vormden de tweede editie van de Middellandse Zeespelen. Ze werden gehouden van 16 tot en met 25 juli 1955 in de Spaanse stad Barcelona. Het Olympisch stadion Lluís Companys werd speciaal voor deze Spelen gerenoveerd.
Er namen 1135 mannelijke atleten deel aan deze Spelen. Vrouwen werden pas vanaf 1967 toegelaten. Frankrijk sloot de Spelen af als aanvoerder van het medailleklassement, gevolgd door Italië en gastland Spanje.

## Sporten
Op deze Spelen stonden er 19 sporten op het programma. In 102 onderdelen konden medailles worden behaald.
| Atletiek Basketbal Boksen Gewichtheffen Gymnastiek Hockey Paardensport | Roeien Rolhockey Rugby Schermen Schietsport Schoonspringen Voetbal | Waterpolo Wielersport Worstelen Zeilen Zwemmen |

## Medaillespiegel
| Plaats | Land        | Goud | Zilver | Brons | Totaal |
| 1      | Frankrijk   | 39   | 29     | 31    | 99     |
| 2      | Italië      | 32   | 27     | 22    | 81     |
| 3      | Spanje      | 12   | 15     | 18    | 45     |
| 4      | Egypte      | 9    | 20     | 17    | 46     |
| 5      | Turkije     | 8    | 3      | 3     | 14     |
| 6      | Griekenland | 1    | 7      | 8     | 16     |
| 7      | Libanon     | 1    | 1      | 4     | 6      |
| 8      | Syrië       | 0    | 0      | 1     | 1      |
| Totaal | Totaal      | 102  | 102    | 104   | 308    |

## Deelnemende landen
Aan de tweede Middellandse Zeespelen namen negen landen deel. Joegoslavië en Malta, in 1951 wel deelnemer, namen niet deel aan deze editie van de Spelen. Monaco nam voor de eerste keer deel. Monaco was het enige land dat geen medailles wist te vergaren.
- Egypte
- Frankrijk
- Griekenland

- Italië
- Libanon
- Monaco

- Spanje
- Syrië
- Turkije